# William Atherton (aktor)
William „Bill” Atherton Knight Jr. (ur. 30 lipca 1947 w Orange w stanie Connecticut) – amerykański aktor filmowy, teatralny i telewizyjny; odtwórca charakterystycznych ról drugoplanowych. Znany jest głównie z ról tzw. „czarnych charakterów”, postaci negatywnych, nie budzących sympatii; przykładem mogą tu być jego wyraziste kreacje w takich filmach jak: Pogromcy duchów, Szklana pułapka czy Szklana pułapka 2.

## Filmografia
- Nowi centurionowie (1972) jako Johson
- Sugarland Express (1974) jako Glovis Poplin
- Hindenburg (1975) jako Boerth
- Dzień szarańczy (1976) jako Tod Hackett
- W poszukiwaniu idealnego kochanka (1977) jako James
- Pogromcy duchów (1984) jako Walter Peck
- Prawdziwy geniusz (1985) jako profesor Jerry Hathaway
- Bez litości (1986) jako Allan Deveneux
- Szklana pułapka (1988) jako Richard Thornburg
- Szklana pułapka 2 (1990) jako Richard Thornburg
- Pogrzebany żywcem (1990) jako Cortland Cort van Owen
- Oskar, czyli 60 kłopotów na minutę (1991) jako Overton
- Raport Pelikana (1993) jako Bob Gminski
- Eko-jaja (1996) jako dr Noah Faulkner
- Gangster (1997) jako Thomas Dewey
- Miejski obłęd (1997) jako Malt Dohlen
- Kariera Dorothy Dandridge (1999; znany także pod tytułem – Wschodząca gwiazda) jako Darryl F. Zanuck
- Kruk 3: Zbawienie (2000) jako Nathan Randall
- Lot w kosmos (2001) jako Ralph Stanton
- Ostatni samuraj (2003) jako reprezentant z Winchester
- Głowa pełna koszmarów (2005) jako dr Ira Gold
- W stronę słońca (2005) jako agent Block
- Dziewczyna z sąsiedztwa (2007) jako dorosły David
- Wejście w mrok (2007) jako John

Wielokrotnie pojawia się również w popularnych serialach telewizyjnych; m.in.: Strefa mroku, Opowieści z krypty, Po tamtej stronie, Nash Bridges, Kancelaria adwokacka, Detektyw Monk, Zagubieni, Gotowe na wszystko, Wzór.